# Mel Brooks
Melvin James Brooks (tên khai sinh Kaminsky, sinh ngày 28 tháng 6 năm 1926) là một diễn viên, diễn viên hài, nhà làm phim, nhà soạn nhạc và nhạc sĩ người Mỹ gốc Do Thái. Ông được biết đến như tác giả của nhiều phim hài màn ảnh rộng và truyện tranh nhái. Brooks bắt đầu sự nghiệp của mình như là một diễn viên hài và một nhà văn cho chương trình truyền hình sơ khai Your Show of Shows. Ông trở nên nổi tiếng như là bạn diễn với Carl Reiner trong vở hài kịch ngắn The 2000 Year Old Man. Ông cũng là đồng tác giả với Buck Henry khi tạo ra loạt chương trình truyền hình hài hước, Get Smart, phát sóng trong giai đoạn 1965-1970.
Trong độ tuổi trung niên, Brooks đã trở thành một trong những đạo diễn thành công nhất của thập niên 1970, với nhiều bộ phim của ông nằm trong top 10 cỗ máy kiếm tiền hàng đầu của năm phát hành. Các bộ phim nổi tiếng nhất của ông bao gồm The Producers, The Twelve Chairs, Blazing Saddles, Young Frankenstein, Silent Movie, High Anxiety, History of the World, Part I, Spaceballs và Robin Hood: Men in Tights. Một chuyển thể kịch hát của bộ phim đầu tiên, The Producers, đã được Broadway trình diễn từ năm 2001 tới 2007.

## Sự nghiệp

### Điện ảnh
| 1954 | New Faces                                         |                                                                       |
| 1968 | The Producers                                     |                                                                       |
| 1970 | The Twelve Chairs                                 | Tikon                                                                 |
| 1974 | Blazing Saddles                                   | Governor Lepetomane / Indian Chief                                    |
| 1974 | Young Frankenstein                                |                                                                       |
| 1975 | The Adventure of Sherlock Holmes' Smarter Brother | Bruner (voice) Uncredited                                             |
| 1976 | Silent Movie                                      | Mel Funn                                                              |
| 1977 | High Anxiety                                      | Richard H. Thorndyke                                                  |
| 1979 | The Muppet Movie                                  | Professor Max Krassman                                                |
| 1981 | History of the World, Part I                      | Moses / Comicus / Torquemada / Louis XVI / Jacques le Garçon de Pisse |
| 1983 | To Be or Not to Be                                | Dr. Frederick Bronski                                                 |
| 1987 | Spaceballs                                        | President Skroob / Yogurt                                             |
| 1990 | Look Who's Talking Too                            | Mr. Toilet Man (voice)                                                |
| 1991 | Life Stinks                                       | Goddard Bolt                                                          |
| 1992 | Mickey's Audition                                 | Movie Director                                                        |
| 1993 | Robin Hood: Men in Tights                         | Rabbi Tuckman                                                         |
| 1994 | The Silence of the Hams                           | Checkout Guest (uncredited)                                           |
| 1994 | The Little Rascals                                | Mr. Welling                                                           |
| 1995 | Dracula: Dead and Loving It                       | Dr. Abraham Van Helsing                                               |
| 1999 | Screw Loose                                       | Jake Gordon                                                           |
| 2000 | Sex, Lies and Video Violence                      | Stressed old man                                                      |
| 2005 | Robots                                            | Bigweld (voice)                                                       |
| 2005 | The Producers                                     | Hilda the Pigeon, Tom the Cat (voice) / Himself                       |
| 2010 | Ruby's Studio: The Feelings Show                  | Sally Simon Simmons Narrator (voice)                                  |
| 2013 | Underdogs                                         | The Preacher (voice)                                                  |
| 2014 | Mr. Peabody & Sherman                             | Albert Einstein (voice)                                               |
| 2015 | Hotel Transylvania 2                              | Vlad (voice)                                                          |
| 2017 | Blazing Samurai                                   | Shogun (voice)                                                        |

### Truyền hình
| Năm     | Phim                                                             | Vai trò                                        | Ghi chú                                             |
| ------- | ---------------------------------------------------------------- | ---------------------------------------------- | --------------------------------------------------- |
| 1954–57 | Caesar's Hour                                                    | Writer: 5 tập                                  |                                                     |
| 1961    | The New Steve Allen Show                                         | 2000 Year Old Man                              | 2 tập                                               |
| 1965–70 | Get Smart                                                        | Co-creator/character developer                 |                                                     |
| 1967    | The Sid Caesar, Imogene Coca, Carl Reiner, Howard Morris Special | Himself                                        | Special                                             |
| 1971–77 | The Electric Company                                             | Blond-Haired Cartoon Man (voice)               | 780 tập                                             |
| 1974    | Free to Be... You and Me                                         | Baby Boy (voice)                               | Movie                                               |
| 1975    | The 2000 Year Old Man                                            | 2000 Year Old Man (voice)                      | Special; also writer                                |
| 1975    | When Things Were Rotten                                          | Co-creator, executive producer; writer (1 tập) |                                                     |
| 1983    | An Audience with Mel Brooks                                      | Himself                                        | Special                                             |
| 1989    | The Nutt House                                                   | Co-creator, executive producer; writer (1 tập) |                                                     |
| 1990    | The Tracey Ullman Show                                           | Buzz Schlanger                                 | Tập: "Due Diligence"                                |
| 1993    | Frasier                                                          | Tom (voice)                                    | Tập: "Miracle on Third or Fourth Street"            |
| 1995    | The Simpsons                                                     | Himself (voice)                                | Tập: "Homer vs. Patty and Selma"                    |
| 1996–99 | Mad About You                                                    | Uncle Phil                                     | 4 tập                                               |
| 2000    | The Kids from Room 402                                           | Mr. Miller (voice)                             | Tập: "Squeezed Out"                                 |
| 2002    | It's a Very Merry Muppet Christmas Movie                         | Joe Snow (voice)                               | Movie                                               |
| 2003    | The Adventures of Jimmy Neutron: Boy Genius                      | Santa Claus (voice)                            | Tập: "Holly Jolly Jimmy"                            |
| 2003–07 | Jakers! The Adventures of Piggley Winks                          | Wiley the Sheep (voice)                        | 47 tập                                              |
| 2004    | Curb Your Enthusiasm                                             | Himself                                        | 4 tập                                               |
| 2008–09 | Spaceballs: The Animated Series                                  | President Skroob, Yogurt (voice)               | 13 tập; also co-creator, executive producer, writer |
| 2010    | Glenn Martin, DDS                                                | Canine (voice)                                 | Tập: "A Very Martin Christmas"                      |
| 2011    | Special Agent Oso                                                | Grandpa Mel (voice)                            | Tập: "On Old MacDonald's Special Song/Snapfingers"  |
| 2011    | The Paul Reiser Show                                             | The Angry Cat (voice)                          | Tập: "The Play-date"                                |
| 2011    | Mel Brooks and Dick Cavett Together Again                        | Himself                                        | Special                                             |
| 2012    | Mel Brooks Strikes Back                                          | Himself                                        | Special                                             |
| 2014    | Dora the Explorer                                                | Mad Hatter (voice)                             | Tập: "Dora in Wonderland"                           |
| 2015    | Mel Brooks: Live at the Geffen                                   | Himself                                        | Stand-up special                                    |
| 2015    | The Comedians                                                    | Himself                                        | Tập: "Celebrity Guest"                              |

### Nhà hát
| Năm  | Tên                | Ghi chú                                       |
| ---- | ------------------ | --------------------------------------------- |
| 1952 | New Faces of 1952  | Biên kịch                                     |
| 1957 | Shinbone Alley     | Biên kịch                                     |
| 1962 | All-American       | Biên kịch                                     |
| 2001 | The Producers      | Biên soạn, biên kịch, viết lời nhạc, sản xuất |
| 2007 | Young Frankenstein | Biên soạn, biên kịch, viết lời nhạc, sản xuất |